# Lauda Air Italia
Pour les articles homonymes, voir Lauda (homonymie) et LDI.
 (décembre 2017).
Si vous disposez d'ouvrages ou d'articles de référence ou si vous connaissez des sites web de qualité traitant du thème abordé ici, merci de compléter l'article en donnant les références utiles à sa vérifiabilité et en les liant à la section « Notes et références ».

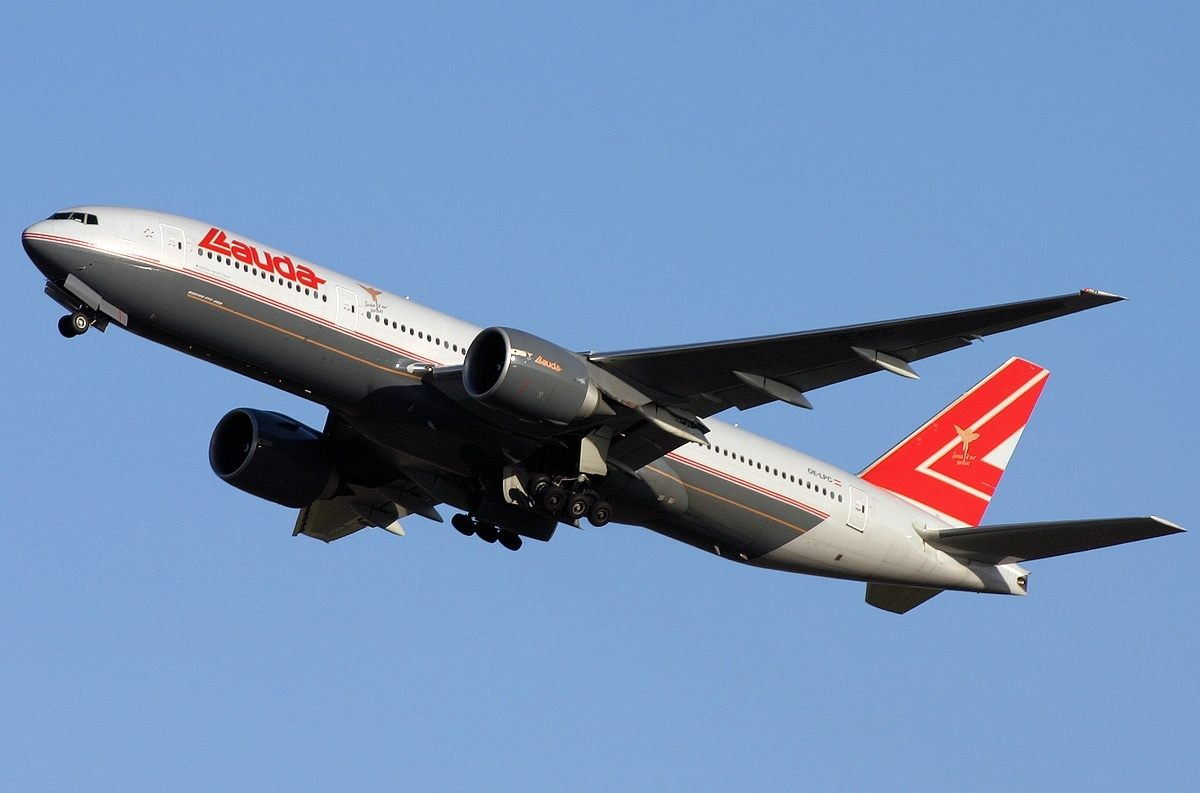
Boeing 777 de Lauda Air.

Lauda-air S.p.A., connue sous le nom de marque Lauda Air Italia (code AITA : L4, code OACI : LDI) est une compagnie aérienne italienne, créée en septembre 1990 par l'ancien pilote automobile autrichien de Formule 1 Niki Lauda.
- mars 1992 : le capital social de la société se répartit ainsi : 0,01 % Niki Lauda, 33,32 % Lauda-air Luftfahrt A.G. (Lauda Air de Vienne), 33,33 % ITC+P  SpA (groupe Parmalat), 33,34 % Volante Srl (un groupe qui sera dirigé par Niki Lauda).

En 2003, elle fusionne avec le Livingston Aviation Group et donc des Viaggi del Ventaglio, un important voyagiste italien.

## Événements récents
1er mars 2003 : Lauda Air Italia annonce l'introduction de 3 nouveaux Airbus A330-200 (271 places en deux classes) qui seront livrés entre décembre 2003 et octobre 2004. Ils remplaceront, nombre pour nombre, les 3 Boeing B767-300 ER. Le choix du système de distraction à bord est le System 3000 IFE de Matsushita qui permet en outre d'envoyer des courriels et des SMS en vol. Un véritable Cyber Café sera installé dans l'arrière de la cabine
13 mars 2003 : la dernière-née Livingston Aviation Group (société contrôlée à 100 % par le Groupe Ventaglio) et Volante s.r.l. (société dirigée par N. Lauda) signent l'achat de 60 % du capital social de Lauda Air S.p.A. (40 % était déjà la propriété du groupe Ventaglio).
Avril 2003 : Lauda Air Italia signe un accord avec la Mexicana de Aviación.
Septembre 2003 : est livré le premier Boeing 767-300ER personnalisé aux couleurs de Livingston. En plus du logo du groupe, figurent les deux logos des deux compagnies (Lauda Air SpA et Livingston SpA) ainsi que les logos des voyagistes partenaires.
28 octobre 2003 : Mexicana et Lauda Air Italia signent un accord de spa : Lauda Air Italia peut vendre les billets de toutes les destinations de Mexicana (via Cancun) tandis que Mexicana peut commercialiser des vols réguliers à destination de Milan Malpensa et Rome Fiumicino (toujours via Cancun), en vigueur à compter du 1er novembre 2003.
- Livraison du premier Airbus A330; baptisé Playa Maroma (272 places) destiné aux vols réguliers entre l'Italie et le Mexique en décembre 2003.